# Joachim W. Engels
Joachim W. O. Engels (* 19. März 1944 in Wiesbaden; † 10. Juli 2018 in Kronberg) war ein deutscher Chemiker.

## Leben
Joachim Engels studierte zwischen 1964 und 1968 Chemie an der FU Berlin, an der Ludwig-Maximilians-Universität München und der Universität Regensburg, wo er 1972 auch seine Promotion abschloss. Nach einem Aufenthalt als Postdoktorand an der Stanford University bei Eugene van Tamelen wechselte Engels 1973 an die Universität Konstanz und arbeitete dort auf dem Gebiet der Nucleotidchemie an seiner Habilitation, die er 1979 vollendete. An die Habilitation schloss sich ein erneuter Aufenthalt in den USA bei Marvin H. Caruthers an der Universität von Colorado an. Von 1982 an leitete Engels eine DNA-Synthese-Gruppe bei der Hoechst AG in Frankfurt.
1985 folgte er einem Ruf an die Johann Wolfgang Goethe-Universität Frankfurt am Main, wo er von 1993 bis zu seiner Emeritierung 2011 eine C4-Professur für bioorganische Chemie innehatte. Im Jahre 2012 wurde er zum Seniorprofessor ernannt.
Joachim Engels war verheiratet und Vater von drei Kindern.

## Wirken
Engels’ Forschungsinteresse galt überwiegend der Nucleotidchemie; insbesondere der Synthese modifizierter Oligonucleotide und deren Analytik und möglichen therapeutischen Anwendungen sowie der Funktion von Parvulustat und Tendamistat. Joachim Engels hat über 300 wissenschaftliche Publikationen und Patente verfasst. Er war zusammen mit Friedrich Lottspeich Herausgeber eines Lehrbuchs zur Bioanalytik in deutscher und englischer Sprache.
Joachim Engels war Gründer und von 2001 bis 2007 Sprecher des Sonderforschungsbereichs 579 „RNA-Ligand-Wechselwirkungen“ der Deutschen Forschungsgemeinschaft (DFG) sowie von 2005 bis 2006 Präsident der International Society of Nucleotides and Nucleic Acids (IS3NA).
Er hatte mehrere Gastprofessuren inne, unter anderem am Chiba Institute, Japan 1989; an der Hokkaido University, Japan 1998; der Shandong University, China 2004; der Cadi Ayyad-Universität, Marokko 2010 und an der University of the Witwatersrand, Südafrika 2012.
2013 wurde er zum Präsidenten der Wissenschaftlichen Gesellschaft an der Goethe-Universität gewählt und hatte diese Position bis zu seinem Tode inne.

## Werke
- als Hrsg. zus. mit Friedrich Lottspeich: Bioanalytik. Spektrum Akademischer Verlag, 2006, ISBN 978-3-8274-1520-2.
- als Hrsg. zus. mit Friedrich Lottspeich: Bioanalytics. Wiley-VCH, Weinheim 2018, ISBN 978-3-527-33919-8.